# Arroio do Pocinho
Arroio do Pocinho é um curso de água que percorre a área central da cidade de Guarapuava.
Pertence a bacia hidrográfica do Rio Cascavelzinho.

## Hidrografia
Inserido na malha urbana da cidade de Guarapuava, tem sua origem no bairro Trianon, em seu percurso atravessa o centro da cidade até desembocar no Parque do Lago.
Com essa travessia por parte do centro da cidade, o arroio acaba se transformando num depósito de lixo e também de ligações clandestinas de esgoto.
Ao desembocar no Parque do Lago, o Arroio do Pocinho se une com outros dois. Após esse encontro e a formação do lago, as águas não têm eixo, mas seguem até encontrar o Arroio do Engenho.